# 浦和インターチェンジ
浦和インターチェンジ（うらわインターチェンジ）は、埼玉県さいたま市緑区大字南部領辻にある、東北自動車道のインターチェンジ。下り方面のICについては浦和本線料金所が併設されている。IC名は旧市名の浦和市をそのまま使用している。

## 概要
東北自動車道開通からしばらくの間は、宇都宮方面への入口・宇都宮方面からの出口のみのハーフICであった。
2002年（平成14年）3月、2002 FIFAワールドカップが当IC近くの埼玉スタジアム2002で開催されるのに伴い、川口JCTから3.2キロメートル (km) の場所に、東京方面への入口・東京方面からの出口が新設された。
一般道との接続においては、東北道下りとしては最初の入口であり、東北道上りとしては最後の出口である。

## 歴史
- 1980年（昭和55年）3月26日 : 浦和IC - 岩槻IC開通により供用開始※。
- 1987年（昭和62年）9月9日 : 川口JCT - 浦和IC開通。
- 2002年（平成14年）3月17日 : 東京方面出入口供用開始。

※川口JCT方面延伸以前は、混雑緩和のため、本線を延長する形で、現在の東京方面出入口付近に、国道122号と直接接続する暫定ランプ（出入口）が設置されていた。なお料金所は現在の浦和本線料金所の一部を使用していた。

## 道路
- E4 東北自動車道（2番）

直接接続
-  国道122号
-  国道463号（越谷街道：東京寄り）
-  国道463号越谷浦和バイパス（岩槻寄り）
  - 新見沼大橋有料道路

- 埼玉県道105号さいたま鳩ヶ谷線

## 料金所
- ブース数：6

ダイヤモンド型のICで、国道463号旧道を挟んで国道122号を北側に進むと宇都宮・仙台方面の出入口、南側に進むと東京方面の出入口がある（その間は約2 km離れている）。
宇都宮・仙台方面の出入口を利用する場合は一般的なICと同様に、入口では通行券を受け取り、出口では通行券と通行料金を渡す方式である。
東京方面の入口を利用する場合、東北自動車道の通行区間は必ず浦和IC - 川口JCTとなるため、通行券を発行する必要がなく、料金所でそのまま川口JCTまでの通行料金を支払う方式となっている。なお、川口JCTには出口がないため、この通行料金とは別に、東京外環自動車道または首都高速道路川口線の通行料金が別途必要となる（東京方面のランプウェイにも、その旨の注意書きが書かれている）。

### 入口
- ブース数：3
  - ETC専用：1
  - 一般：2

### 出口
- ブース数：3
  - ETC専用：1
  - 一般：2

## 周辺
- 埼玉スタジアム2002
- 浦和美園駅（埼玉高速鉄道線）
- みそのウイングシティ
- イオンモール浦和美園
- カインズ浦和美園店
- 大門宿
- 慶應義塾大学浦和共立キャンパス
- 浦和大学
- 浦和学院高等学校
- 青山学院大学系属浦和ルーテル学院小学校・中学校・高等学校
- 浦和競馬場野田トレーニングセンター

## 隣
E4 東北自動車道
(1) 川口JCT - (2) 浦和IC/TB - (3) 岩槻IC